# Eriberto Guidi
Eriberto Guidi (Fermo, 21 marzo 1930 – Fermo, 4 gennaio 2016) è stato un fotografo italiano.

## Biografia
Guidi comincia a occuparsi di fotografia tra la fine degli anni Cinquanta e l'inizio del decennio successivo, assieme al fotografo Luigi Crocenzi per il Centro Cultura Fotografia di Fermo. Entrambi partecipano al Festival Mondiale di Mosca nel 1957.
Il suo impiego nel settore del reportage e della narrazione attraverso l'immagine, favoriranno sin dai primi anni della sua carriera, l'utilizzo della fotografia come sola forma di scrittura. È con queste basi pratiche che Guidi inizia il suo tragitto espressivo nei suoi primi lavori sul paesaggio, dove andranno poi a confluire molti dei suoi futuri servizi fotografici.
Guidi è stato anche autore di vari libri fotografici, infatti tanti suoi scatti sono editi su cataloghi e riviste, testi scolastici e periodici specializzati italiani e stranieri.
Numerose le sue esposizioni personali all'estero e in Italia, tra cui Copenaghen, Parigi, Bordeaux, Bruxelles, Mosca, New York.
Una sua raccolta fotografica, contribuisce alla realizzazione del film documentario Il segno e il paesaggio, in onda su Rai 3 nel settembre del 1981.
Nel 1993 è nominato Maestro di Fotografia dalla Federazione italiana associazioni fotografiche (FIAF).
Molti musei e fototeche italiane e straniere conservano sue opere fotografiche.